# Università Dunărea de Jos
L'università Dunărea de Jos Galaţi (in rumeno: Universitatea "Dunărea de Jos" din Galaţi) è un'università statale nella città rumena di Galați.
È il primo istituto di istruzione superiore nel paese che ha ampliato la sua attività nella Repubblica di Moldavia. È anche l'unica università a sviluppare programmi per insegnare il rumeno in Ucraina. Inoltre effettua corsi di Medicina da remoto ad Enna, in Italia. 
L'Università di Galaţi "Dunărea de Jos" è stata classificata dall'associazione delle università europee come "università dell'educazione scientifica e della ricerca".

## Struttura
L'ateneo è organizzato nelle seguenti facoltà:
- Architettura navale
- Arte
- Automazione, computer, ingegneria elettrica ed elettronica
- Economia e amministrazione aziendale
- Educazione fisica e sport
- Ingegneria
- Ingegneria e agronomia
- Lettere
- Medicina e farmacia
- Scienze e ambiente
- Scienze giuridiche, sociali e politiche
- Scienze e ingegneria alimentare
- Scienze umane, economia e ingegneria transfrontaliera
- Storia, filosofia e teologia